# جيورجي كفيركاشفيلي
جيورجي كفيركاشفيلي (بالجورجية: გიორგი კვირიკაშვილი)؛ من مواليد 20 يوليو 1967) هو سياسي من جورجيا كان رئيس وزراء جورجيا من 30 ديسمبر 2015 إلى 13 يونيو 2018. وقبل ذلك كان وزير الاقتصاد والتنمية المستدامة من 25 أكتوبر 2012 حتى 1 سبتمبر 2015 ، وزير الشؤون الخارجية من 1 سبتمبر 2015 حتى 30 ديسمبر 2015 ، ونائب رئيس الوزراء من 26 يوليو 2013 حتى 30 ديسمبر 2015. قاد كفيركاشفيلب مبادرات لتعزيز التكامل الأوروبي الأطلسي والأوروبي وإلقاء الضوء على جورجيا كموقع جذاب للاستثمار الأجنبي؛ في 20 يونيو 2018 ، وافق البرلمان الجورجي على ماموكا باختادز ، الذي شغل سابقا منصب وزير المالية كفيركاشفيلي، ليخلف كفيركاشفيلي في التصويت 99-6.

## التعليم
ولد كفيريكاشفيلي في تبليسي، وخاض الخدمة العسكرية الإلزامية في الجيش السوفييتي في الفترة من 1986 إلى 1988. وتخرج من جامعة تبليسي الطبية الحكومية بدرجة في الطب الباطني في عام 1991 ، ثم من جامعة تبليسي الحكومية بدرجة في الاقتصاد عام 1995. في عام 1998 ، حصل على درجة الماجستير في الشؤون المالية من جامعة إلينوي.

## المهنة
عمل كفيريكاشفيلي كمدير تنفيذي لمصارف مختلفة في جورجيا من عام 1993 إلى عام 1999 ، ونائب رئيس المكتب المالي والنقدي في مستشارية رئيس جورجيا في عام 1999. وفي الفترة من 1999 إلى 2004 ، كان عضوًا في برلمان جورجيا. تذكرة حفلة الحقوق الجديدة. بعد أن جرفت الثورة الوردية ميخائيل ساكاشفيلي إلى رئاسة جورجيا، عاد كفيريكاشفيلي إلى أعماله التجارية. من عام 2006 إلى عام 2011 ، شغل منصب المدير العام لبنك كارتو، الذي يملكه الملياردير الملياردير بدزينا إفنشفلي. مع اقتراب إيفانشفيلي من السياسة وانتصار ائتلاف الحلم الجورجي على الحركة الوطنية المتحدة في ساكاشفيلي في الانتخابات البرلمانية في أكتوبر 2012 ، تم تعيين كفيريكاشفيلي وزيرًا للاقتصاد والتنمية المستدامة في جورجيا في حكومة بيدزينا إيفانيشفيلي في أكتوبر 2012. مكتب نائب رئيس الوزراء في يوليو 2013. احتفظ كل من هذه المناصب في الحكومة المقبلة من إراكلي غاريباشفيلي، واختيار إيفانشفيلي كخليفة له، في نوفمبر 2013.
في ديسمبر 2015 ، تم ترشيح كفيرياشفيلي من قبل ائتلاف الحلم الجورجي كرئيس جديد للوزراء بعد أن أعلن إيراكلي غاريباشفيلي استقالته. فاز كفيريكاشفيلي وحكومته القادمة في تصويت الثقة في البرلمان بأغلبية 86 صوتًا مقابل 28 في 30 ديسمبر 2015. تركز حكومة كفيريكاشفيلي على تنمية الاقتصاد وتعزيز روح المبادرة. و قال كفيريكاشفيلي إنه يرغب في جعل العلاقات الجورجية-الأمريكية «العمود الفقري للاستقرار الإقليمي والتنمية الاقتصادية والديمقراطية».

## روابط خارجية
- جيورجي كفيركاشفيلي على موقع مونزينجر (الألمانية)